# Torre Lazarraga

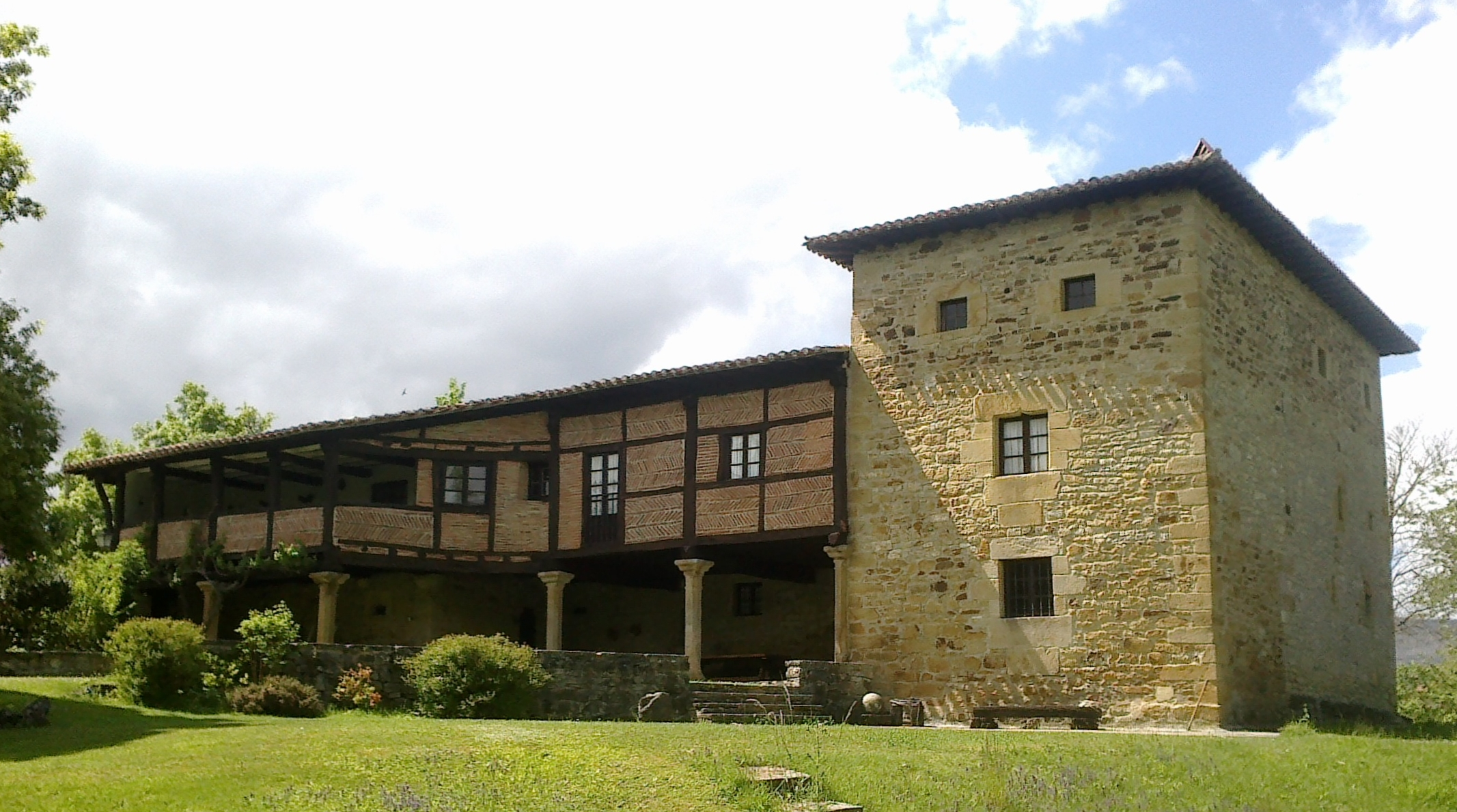
Torre de Lazarraga.

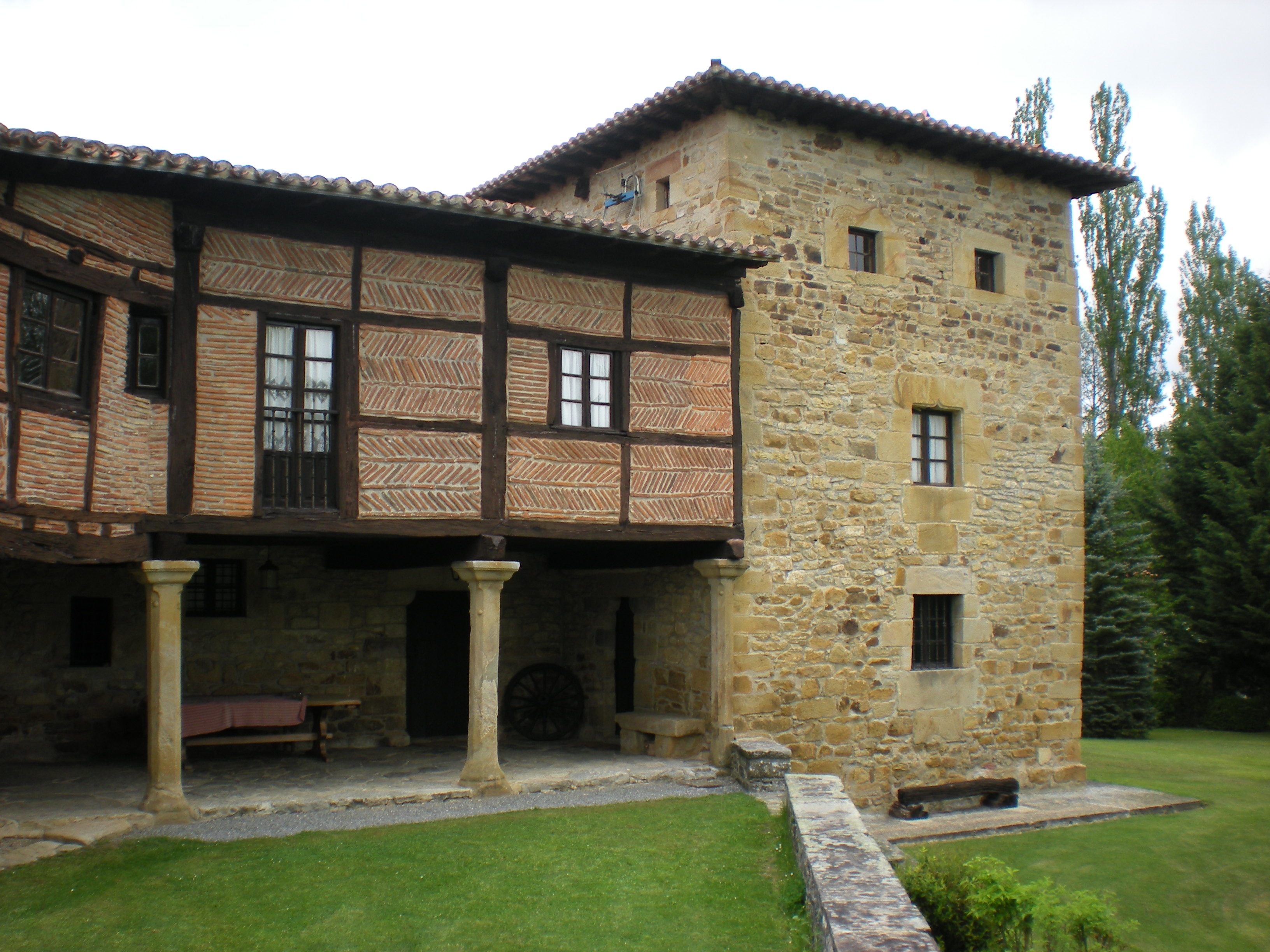
Torre de Lazarraga.

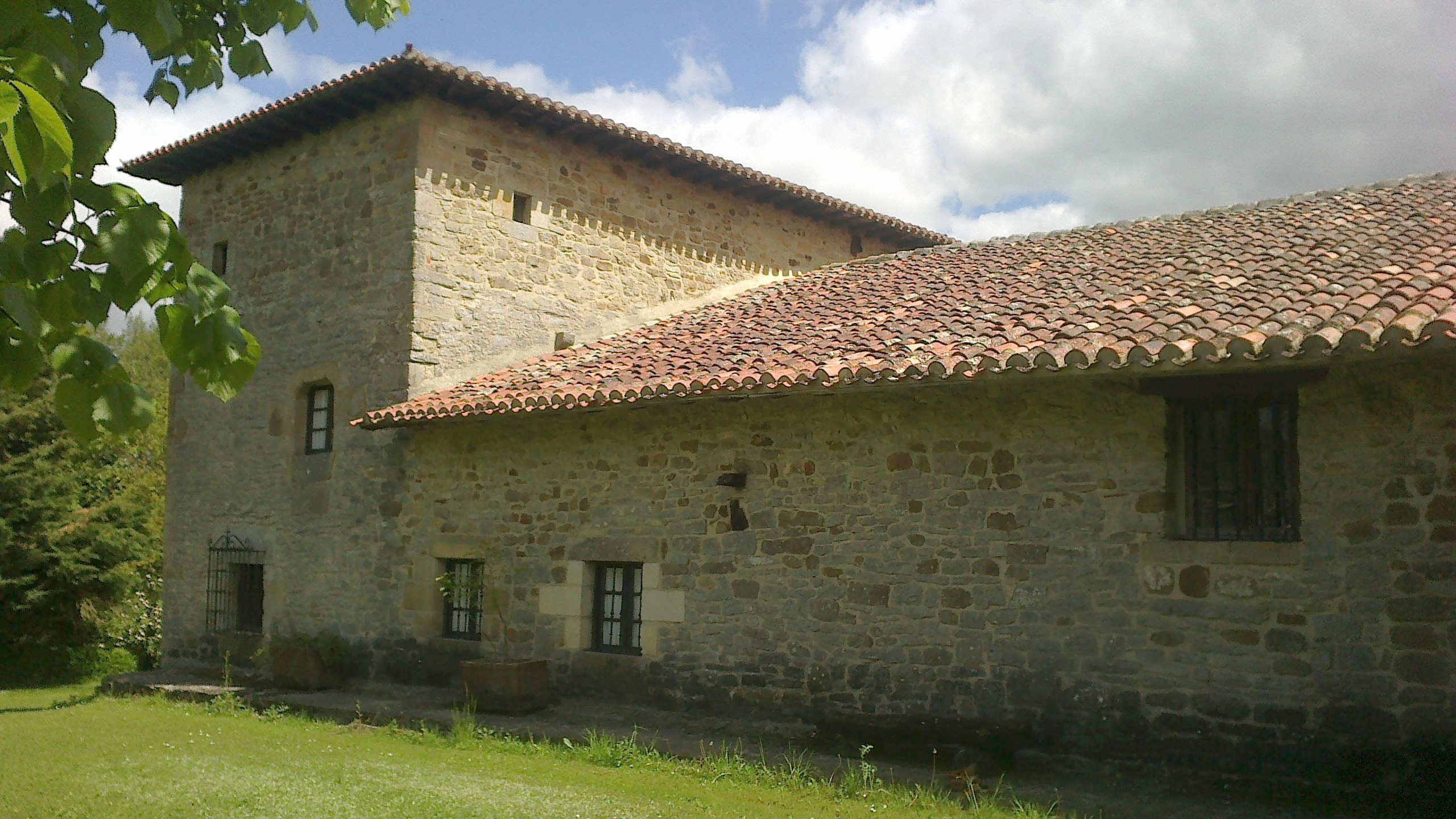
Parte posterior del caserío.

La Torre de Lazarraga, también llamada Caserío El Bolo, está situada en Larrea, en el municipio de Barrundia en la província de Álava, en el País Vasco, España.
Larrea se encuentra en el valle de Barrundia, paso de Zalduendo a Ozaeta, con dos accesos a Guipúzcoa, por Oñate y Aránzazu, que atravesaban la sierra de Urquilla.
Defendiendo estos pasos se situó en Larrea la casa de Lazarraga, procedente de Oñate y afín a los Guevara. Los Guevara, señores de Oñate y después condes, contaron con linajes adictos afincados en los caminos principales entre la llanada Alavesa, donde se asentaba su casa y castillo de Guevara, y las tierras guipuzcoanas de Oñate.
En la salida de la localidad hacia el norte, camino de Oñate, se encuentra la torre de Lazarraga. Su ubicación junto a un pequeño regato da una imagen de fortaleza a su alzado este, sirviendo el río como foso de protección por ese lado.

## Descripción
La torre original era un rectángulo de aproximadamente siete por nueve metros, pero fue ampliada, según se aprecia en el alzado este. En el mismo alzado se destacan dos pequeñas ventanas de arco conopial, compuestos por un único sillar que se apea sobre piedras bien labradas.
En la fachada norte se aprecia un hueco de algo menos de un metro de ancho con arco muy rebajado y dos puntas en su parte alta. Probablemente este hueco fueran dos ventanas gemelas que han perdido el mainel. Esta parte de la torre podría fecharse en el siglo XV avanzado. 
Según tradiciones con pocos visos de realidad, recogidas por Juan Pérez de Lazarraga, el Cronista de la Casa, la torre de Larrea había sido fundada en el siglo IX por Íñigo Arista. Tras varias vicisitudes, la torre es comprada por Pedro Pérez de Lazarraga y Teresa de Berganzos, fortificándola y reedificándola.
A la vez que se reconstruyó la torre, se rehabilitó y reforzó el palacio que limitaba con ella, llamado "Quitapechos".
Sin embargo, el edificio que ha llegado a nuestros días, y que se encuentra adosado a la torre primitiva, presenta una fachada del siglo XVI o comienzos del XVII, seguramente como añadido de una crujía más del palacio inicial. Consta este adosado de un cuerpo de menor fondo, que es el que se une a la torre, construido en mampostería. Simétricamente se sitúa otro cuerpo de fondo similar a la torre, quedando un conjunto que, en planta, forma una U. En esta ampliación de mampostería se encuentran varias ventanas conopiales.
Por delante del adosado de mampostería se edificó un nuevo cuerpo de madera, ladrillo en espina de pez y porche con columnas de piedra. Este frente forma la fachada principal, orientada al sur, el cual proporciona un variado juego de entrantes y salientes. Contrasta la solidez de la torre, de mampostería, con la ligereza de la galería, de ladrillo.
La cubierta de los distintos cuerpos edificatorios manifiesta las dos partes principales, la torre a cuatro aguas y, más bajo, el tejado del palacio que se une al de la galería.
El palacio consta, en la fachada principal, de dos alturas y la torre, de tres. La vista posterior, norte, confunde la percepción del edificio, dando una imagen de pabellón bajo y alargado adosado a una pequeña torre. En esta fachada, la parte correspondiente al palacio consta de una única planta. 
Interiormente quedan pocos elementos de interés, destacando una pequeña parte del barandado de la escalera. Lo más destacable y característico de este ejemplo de arquitectura doméstica alavesa es el entramado y la socarreña de la fachada principal, que recuerda, según Caro Baroja, a algunos modelos de la arquitectura popular montañesa.